# Сеспель (присілок)
Сеспе́ль (рос. Сеспель, чув. Çеçпĕл) — присілок у складі Канаського району Чувашії, Росія. Адміністративний центр Сеспельського сільського поселення.
Населення — 511 осіб (2010; 567 у 2002).
Національний склад:
- чуваші — 97 %

Стара назва — Шутурово, перейменоване на честь Сеспеля Мішші.
В селі народився відомий чуваський поет-революціонер Сеспель Мішші (1899-1922).